# Мігурський Володимир Йосипович
Володимир Йосипович Мігурський (біл. Уладзімір Іосіфавіч Мігурскі; нар. 13 червня 1968, Могильов, Білоруська РСР) — білоруський футболіст, універсал. Майстер спорту СРСР.

## Життєпис
Професіональну кар'єру розпочав 1985 року в могильовському «Дніпрі». Того ж року провів 7 матчів, після чого залишив клуб. Через 4 роки повернувся в «Дніпро», але в 1990 році покинув команду, перейшовши в луганську «Зорю». Наступного року перейшов в нижньогородський «Локомотив», в якому в першому сезоні зіграв 29 матчів та відзначився 1 голом. Після розпаду СРСР в чемпіонаті Росії Мигурский взяв участь лише в одному матчі (проти «Крил Рад», замінивши на 84-й хвилині Віталія Пападопула). У 1992 році повернувся в Могильов, де став гравцем місцевого «Торпедо». У 1995 році команді дійшла до фіналу Кубку Білорусі, де поступилася «Динамо-93» в серії пенальті з рахунком 6:7 (Мігурский реалізував свій пенальті). Сезон 1996/97 років провів у кувейтському клубі «Аль-Ярмук». Повернувшись в «Торпедо», Мигурский провів ще 2 сезони, після чого в 1997 році завершив кар'єру, будучи гравцем «Трансмашу».

## Досягнення
«Торпедо» (Могильов)
- Кубок Білорусі
  -  Фіналіст (1): 1994/95